# Зегерс, Кевин
Ке́вин Джо́зеф Зе́герс (англ. Kevin Joseph Zegers; род. 19 сентября 1984 года, Вудсток, Онтарио, Канада) — канадский актёр, известный по таким фильмам и телесериалам, как «Король воздуха», «Поворот не туда», «Рассвет мертвецов», «Трансамерика», «Мальчик в девочке», «Замёрзшие», «Вампир», «Титаник: Кровь и сталь», «Колония» и «Грейспойнт», а также «Дурная слава» и «Другая сторона свадьбы».

## Биография

### Юность
Родился в канадском городке Вудсток (провинция Онтарио) в семье Джеймса Зегерса, работавшего на каменоломне, и школьной учительницы Мэри Эллен Зегерс. У Кевина две сестры — Криста и Кэти. Он имеет голландское происхождение, все его бабушки и дедушки родились в Нидерландах.
Кевин вырос в Вудстоке, окончив в 2002 году школу Святой Марии (англ. St. Mary's Catholic High School). Начал сниматься в рекламных роликах с 6 лет (более 30 раз). Также выступал как модель.

### Карьера
Первое появление в телефильме случилось, когда Кевину было 8 лет: небольшую роль в комедии «Срочно требуется звезда» он получил только благодаря тому, что ему очень нравился Майкл Джей Фокс. В 1995 сыграл мальчика-стигмата в сериале «Секретные материалы». Свою первую главную роль Кевин получил в 1996 году в художественном фильме «Король воздуха» про собаку, играющую в баскетбол. Фильм был успешным и породил множество продолжений, включая играющих шимпанзе. В дальнейшем снимался во многих канадских сериалах и фильмах ужасов, а также в семейных фильмах про животных. Вместе с Блайт Даннер снялся в фильме «Звонок из прошлого» про жертв Холокоста. В 1997 снялся вместе с Ясмин Блит в мистическом фильме «Это пришло с небес», где будучи 13-летним уже участвовал в сцене с поцелуем, а также с Майклом Онткином в «Нико-единорог» и Лесли Хоуп в фильме «Зодчий теней» по рассказу Брэма Стокера. В 1998 сыграл вместе с Колмом Мини в фильме в стиле арт-хаус «Четыре дня», в 2000 снялся вместе с Настасьей Кински и Тимоти Далтоном в телефильме «Таймшер», ставшем впоследствии хитом на американском телевидении.
После появления ремейка фильма «Рассвет мертвецов», сыграл главную роль совместно с Фелисити Хаффман в независимом кинофильме «Трансамерика» (2005), дважды номинированном на «Оскар». За роль Тоби Кевин получил один из призов Каннского кинофестиваля (2006). В этом же году на экраны вышла комедия «Мальчик в девочке», где он снимался вместе с Самирой Армстронг.
В 2008 году снялся в фильме «Пятьдесят ходячих трупов», в 2011 сыграл вместе с Рэйем Лиотта и Виктором Гарбером в фильме «Неназванный», в 2012 в мини-сериале «Титаник: Кровь и сталь», в 2013 сыграл гомосексуального персонажа Алека Лайтвуда в немецко-канадском фильме «Орудия смерти: Город костей» — экранизации первого романа Кассандры Клэр, однако фильм не был успешен и продолжения не последовали, в 2014 снялся в мини-сериале «Грейспойнт» — американской версии британского сериала «Убийство на пляже», в 2017 сыграл вместе с Арнольдом Шварценеггером в фильме «Последствия», основанном на истории о столкновении двух самолётов над Боденским озером.

### Личная жизнь
В августе 2013 года Кевин женился на своем агенте Джейми Фелд. В августе 2015 года у пары родились девочки-близнецы: Зоэ Мэдисон и Блейк Эверли. Живёт с женой и детьми в Лос-Анджелесе, Калифорния.

## Фильмография

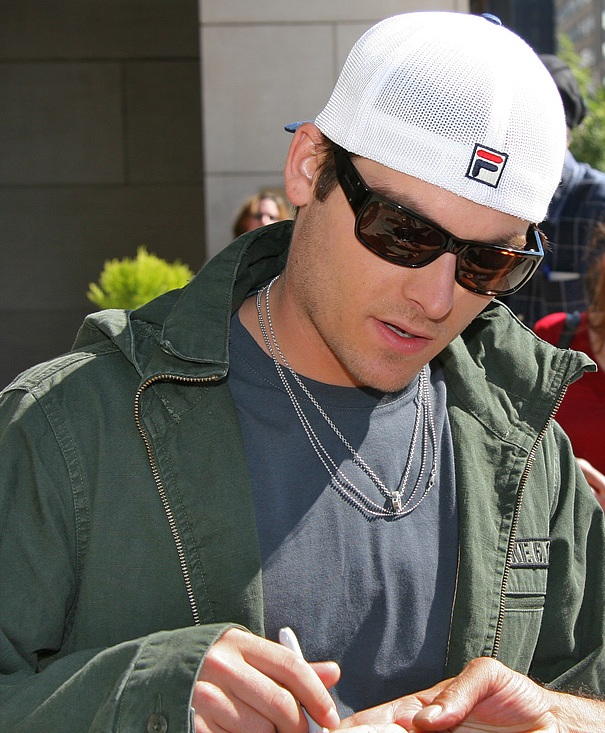
Зегерс на Международном кинофестивале в Торонто в 2008 году

| Год       |    | Русское название                         | Оригинальное название                        | Роль                    |
| --------- | -- | ---------------------------------------- | -------------------------------------------- | ----------------------- |
| 1992      | с  | Лабиринт правосудия                      | Street Legal                                 | Джереми Моррис          |
| 1993      | ф  | Срочно требуется звезда                  | Life with Mikey                              | маленький Майки         |
| 1994      | с  | Освободите Вилли                         | Free Willy                                   | Эйнштейн                |
| 1994      | тф | Гуще чем кровь: История Ларри Маклиндена | Thicker Then Blood: The Larry McLinden Story | Ларри в 1954 году       |
| 1994—1996 | с  | Волшебный школьный автобус               | The Magic School Bus                         | _                       |
| 1995      | ф  | В пасти безумия                          | In the Mouth of Madness                      | ребёнок                 |
| 1995      | с  | Дорога в Эйвонли                         | Road to Avonlea                              | Гордон Брэдли           |
| 1995      | тф | Молчание измены                          | The Silence of Adultery                      | Стивен Харветт          |
| 1995      | с  | Секретные материалы                      | The X Files                                  | Кевин Крайдер           |
| 1996      | ф  | Подопытный                               | Specimen                                     | Барт                    |
| 1996      | тф | Холодное сердце убийцы                   | Murder on the Iditarod Trail                 | Мэттью Арнольд          |
| 1996      | с  | Мурашки                                  | Goosebumps                                   | Ной Томпсон             |
| 1996—1997 | с  | Торговцы                                 | Traders                                      | Шон Блейк               |
| 1997      | тф | Роуз Хилл                                | Rose Hill                                    | Коул Клейборн           |
| 1997      | ф  | Зодчий теней                             | Bram Stoker's Shadowbuilder                  | Крис Хэтчер             |
| 1997      | ф  | Король воздуха                           | Air Bud                                      | Джош Фрэмм              |
| 1997      | тф | Звонок из прошлого                       | A Call to Remember                           | Бен Тобиас              |
| 1998      | ф  | Нико-единорог                            | Nico the Unicorn                             | Билли Хэстинс           |
| 1998      | ф  | Остров сокровищ                          | Treasure Island                              | Джим Хокинс             |
| 1998      | ф  | Король воздуха: Золотая лига             | Air Bud: Golden Receiver                     | Джош Фрэмм              |
| 1998      | тф | Это пришло с небес                       | It Came from the Sky                         | Энди Бриджес            |
| 1998      | ф  | Четыре дня                               | Four Days                                    | парень                  |
| 1998      | ф  | Комодо. Остров ужаса                     | Komodo                                       | Патрик Коннелли         |
| 1999      | с  | Дважды в жизни                           | Twice In a Lifetime                          | Молодой Флэш Джерико    |
| 1999      | с  | Чудеса.com                               | So Weird                                     | Райан Олмен             |
| 2000      | ф  | Шайбу, шайбу!                            | MVP: Most Valuable Primate                   | Стивен Вестовер         |
| 2000      | ф  | Актёрский класс                          | The Acting Class                             | Лу Капман               |
| 2000      | ф  | Король воздуха: Лига чемпионов           | Air Bud: World Pup                           | Джош Фрэмм              |
| 2000      | тф | Таймшер                                  | Time Share                                   | Томас Уэйланд           |
| 2000      | с  | Титаны                                   | Titans                                       | Итан Бэнчли             |
| 2001      | тф | Секс, ложь и одержимость                 | Sex, Lies and Obsession                      | Джош Томас              |
| 2002      | ф  | Король воздуха: Седьмая подача           | Air Bud: Seventh Inning Fetch                | Джош Фрэмм              |
| 2002      | ф  | Боязнь темноты                           | Fear of the Dark                             | Дэйл Биллингс           |
| 2002      | ф  | Бегство                                  | Virginia's Run                               | Дэрроу Рэйнс            |
| 2003      | ф  | Король воздуха:Возвращение Спайка        | Air Bud: Air Bud: Spikes Back                | Джош Фрэмм              |
| 2003      | ф  | Поворот не туда                          | Wrong Turn                                   | Эван                    |
| 2003      | тф | Невероятная миссис Ритчи                 | The Incredible Mrs. Ritchie                  | Чарли Прауд             |
| 2003      | с  | Тайны Смолвиля                           | Smallvile                                    | Сэт Нельсон             |
| 2004      | ф  | Рассвет мертвецов                        | Dawn of the Dead                             | Тэрри                   |
| 2004      | ф  | Беглый дом                               | Some Things That Stay                        | Расти Мерфи             |
| 2004      | ф  | Возвращение в Сонную лощину              | The Hollow                                   | Иан Крэнстон            |
| 2004      | с  | Доктор Хаус                              | House M.D.                                   | Брендон Мэррелл         |
| 2005      | ф  | Трансамерика                             | Transamerica                                 | Тоби                    |
| 2005      | тф | Фелисити: История юной американки        | Felicity: An American Girl Adventure         | Бен Дэвидсон            |
| 2006      | ф  | Капитан Зум: Академия супергероев        | Zoom                                         | Коннор Шепард / Конкашн |
| 2006      | ф  | Мальчик в девочке                        | It's a Boy Girl Thing                        | Вуди                    |
| 2007      | ф  | Жизнь по Джейн Остин                     | The Jane Austen Book Club                    | Трэй Нортон             |
| 2007      | ф  | Нормальные                               | Normal                                       | Джорди                  |
| 2007      | ф  | Каменный ангел                           | Stone Angel                                  | Джон                    |
| 2007—2012 | с  | Сплетница                                | Gossip Girl                                  | Дэмиэн Даалгард         |
| 2008      | ф  | Ночные сады                              | Gardens of the Night                         | Фрэнк                   |
| 2008      | ф  | Круг избранных                           | The Narrows                                  | Майк Манадоро           |
| 2008      | ф  | Пятьдесят ходячих трупов                 | Fifty Dead Men Walking                       | Шон                     |
| 2009      | ф  | Лучшие годы рок-н-ролла                  | The Perfect Age of Rock 'n' Roll             | Спайдер                 |
| 2010      | ф  | Замёрзшие                                | Frozen                                       | Дэн Уокер               |
| 2010      | ф  | История Бонни и Клайда                   | The story of bonnie and clyde                | Клайд Барроу            |
| 2010      | ф  | Рок мафия представляет: The Big Bang     | Rock Mafia: The Big Bang                     | Служитель               |
| 2011      | ф  | Неназванный                              | The Entitled                                 | Пол Динан               |
| 2011      | ф  | Девушка входит в бар                     | Girl Walks Into a bar                        | Билли                   |
| 2011      | ф  | Дорога на Капри                          | Road to Capri                                | Дэниел                  |
| 2011      | ф  | Вампир                                   | Vampire                                      | Саймон                  |
| 2011      | ф  | Джорджтаун                               | Georgetown                                   | Монти Нокс              |
| 2012      | ф  | В Америку                                | Into The Americas                            | Джон Джуитт             |
| 2012      | с  | Титаник: Кровь и сталь                   | Titanic: Blood and Steel                     | Марк Мюир               |
| 2013      | ф  | Все неправильные причины                 | All the Wrong Reasons                        | Саймон Брансон          |
| 2013      | ф  | Колония                                  | The Colony                                   | Сэм                     |
| 2013      | ф  | Орудия смерти: Город костей              | The Mortal Instruments: City of Bones        | Алек Лайтвуд            |
| 2014      | с  | Грейспойнт                               | Gracepoint                                   | Оуэн Берк               |
| 2015      | ф  | Проклятие Даунерс-Гроув                  | Curse of Downers Grove                       | Чак                     |
| 2015      | с  | Бойтесь ходячих мертвецов                | Fear the walking dead                        | Мэл                     |
| 2016      | с  | Дурная слава                             | Notorious                                    | Оскар Китон             |
| 2017      | ф  | Лунатик                                  | Sleepwalker                                  | Доктор Кослов           |
| 2017      | ф  | Последствия                              | Aftermath                                    | Джон Галлик             |
| 2017      | ф  | Другая сторона свадьбы                   | Another kind the wedding                     | Курт                    |
| 2018—2020 | с  | Грязный Джон                             | Dirty John                                   | Тоби                    |
| 2019      | ф  | Полуночники                              | Nighthawks                                   | Чед                     |
| 2019—2020 | с  | Власть в ночном городе                   | Power                                        | Бьюи                    |
| 2022      | ф  | Тюрьма суперзлодеев                      | Corrective Measures                          | Джейсон Броуди          |
| 2022      | с  | Новичок: Федералы                        | The Rookie: Feds                             | Brendon Acres           |